# 草苁蓉
草苁蓉（学名：Boschniakia rossica）为列当科草苁蓉属下的一个种。产朝鲜、日本和俄罗斯的西伯利亚地区、中国的黑龙江、吉林和内蒙古。生于山坡、林下低湿处及河边，海拔1500-1800米；常寄生于桤木属（Alnus Mill.）植物根上。